# 五稜水蜡烛
五稜水蜡烛（学名：Dysophylla pentagona），为唇形科水蜡烛属下的一个植物种。